# Cappelle-en-Pévèle
Cappelle-en-Pévèle är en kommun i departementet Nord i regionen Hauts-de-France i norra Frankrike. Kommunen ligger i kantonen Cysoing som tillhör arrondissementet Lille. År 2022 hade Cappelle-en-Pévèle 2 259 invånare.

## Befolkningsutveckling
Antalet invånare i kommunen Cappelle-en-Pévèle
| Referens: INSEE |